# La Bâtie-Rolland
La Bâtie-Rolland è un comune francese di 965 abitanti situato nel dipartimento della Drôme della regione dell'Alvernia-Rodano-Alpi.

## Società

### Evoluzione demografica
Abitanti censiti

### Politicà
Il sindaco presente e Pascal Beynet.

### Gli sport
Nel paese sono presenti diversi terreni sportivi. Puoi praticare calcio, equitazione e bocce. Il villaggio ha una propria squadra di calcio che gareggia a livello regionale.

### Negozi
Nel paese ci sono un panificio e un piccolo negozio di alimentari. La maggior parte dei grandi negozi si trova a Montelimar.